# (6662) 1993 BP13
1993 بي بي 13 (ويعرف أيضًا باسم (6662) 1993 بي بي 13 وفق تسمية الكوكب الصغير) (بالإنجليزية: 1993 BP13)‏ هو كويكب ضمن حزام الكويكبات؛ وترتيبه 6662 من حيث الاكتشاف.
اكتُشف هذا الجُرم الفلكي بواسطة هيروشي كانيدا في 22 يناير 1993.

## وصلات خارجية
- (6662) 1993 BP13 في قاعدة بيانات مختبر الدفع النفاث لأجرام النظام الشمسي الصغيرة

- الاكتشاف · مخطط المدار ·  العناصر المدارية · المعلمات المادية

- (6662) 1993 BP13 على موقع ويكي سكاي: DSS2, SDSS, GALEX, IRAS, Hydrogen α, X-Ray, Astrophoto, Sky Map, Articles and images